# 2. deild karla 1994
Mùa giải 1994 của 2. deild karla là mùa giải thứ 29 của giải bóng đá hạng ba ở Iceland.

## Bảng xếp hạng
| Vị thứ | Đội          | Số trận | Thắng | Hòa | Thua | Bàn thắng | Bàn thua | Hiệu số | Điểm | Ghi chú                  |
| ------ | ------------ | ------- | ----- | --- | ---- | --------- | -------- | ------- | ---- | ------------------------ |
| 1      | Skallagrímur | 18      | 11    | 3   | 4    | 48        | 25       | +23     | 36   | Thăng hạng 1. deild 1995 |
| 2      | Víðir        | 18      | 9     | 8   | 1    | 35        | 18       | +17     | 35   | Thăng hạng 1. deild 1995 |
| 3      | Fjölnir      | 18      | 9     | 5   | 4    | 33        | 26       | +7      | 32   |                          |
| 4      | Völsungur    | 18      | 7     | 9   | 2    | 31        | 24       | +7      | 30   |                          |
| 5      | BÍ           | 18      | 8     | 4   | 6    | 36        | 32       | +4      | 28   |                          |
| 6      | Höttur       | 18      | 6     | 2   | 10   | 26        | 30       | -4      | 20   |                          |
| 7      | Dalvík       | 18      | 5     | 2   | 11   | 36        | 39       | -3      | 17   |                          |
| 8      | Haukar       | 18      | 5     | 2   | 11   | 20        | 35       | -15     | 17   |                          |
| 9      | Tindastóll   | 18      | 3     | 7   | 8    | 17        | 34       | -17     | 16   | Xuống hạng 3. deild 1995 |
| 10     | Reynir S.    | 18      | 3     | 6   | 9    | 16        | 35       | -19     | 15   | Xuống hạng 3. deild 1995 |

## Danh sách ghi bàn
| Cầu thủ                | Số bàn thắng | Đội bóng     |
| ---------------------- | ------------ | ------------ |
| Sigurður Valur Árnason | 15           | Víðir        |
| Sindri Grétarsson      | 14           | BÍ           |
| Valdimar K. Sigurðsson | 12           | Skallagrímur |
| Hjörtur Hjartarson     | 11           | Skallagrímur |
| Þorvaldur Logason      | 10           | Fjölnir      |
| Haraldur Hinriksson    | 10           | Skallagrímur |
| Örvar Eiríksson        | 9            | Dalvík       |